# Psammoclema inordinatum
Psammoclema inordinatum är en svampdjursart som först beskrevs av James Barrie Kirkpatrick 1903.  Psammoclema inordinatum ingår i släktet Psammoclema och familjen Chondropsidae. Inga underarter finns listade i Catalogue of Life.